# Myrmeocorus
Myrmeocorus is een kevergeslacht uit de familie van de boktorren (Cerambycidae). De wetenschappelijke naam van het geslacht werd voor het eerst geldig gepubliceerd in 1975 door Martins.

## Soorten
Myrmeocorus is monotypisch en omvat slechts de volgende soort:
- Myrmeocorus allodapus Martins, 1975